# Kulebaki
Kulebaki (in russo Кулебаки?) è una città della Russia europea centro-orientale, nell'oblast' di Nižnij Novgorod, centro amministrativo dell'omonimo circondario urbano. Fino al 2015 era capoluogo del Kulebakskij rajon.
Sorge nella zona della Meščëra e dista circa 185 km da Nižnij Novgorod.
Risalente al XVII secolo, ha ricevuto lo status di città nel 1932.